# Asthenodipsas laevis
Asthenodipsas laevis — вид неотруйної змії родини Pareatidae.

## Розповсюдження
Змія поширена в Індонезії (Суматра, Калімантан, Ментавай), Таїланді, Малайзії та Лаосі.